# Larry Finch
Larry O. Finch (Memphis, 16 febbraio 1951 – Memphis, 2 aprile 2011) è stato un cestista e allenatore di pallacanestro statunitense, professionista nella ABA.

## Carriera
Venne selezionato dai Los Angeles Lakers al quarto giro del Draft NBA 1973 (68ª scelta assoluta).